# Conrad Schumann

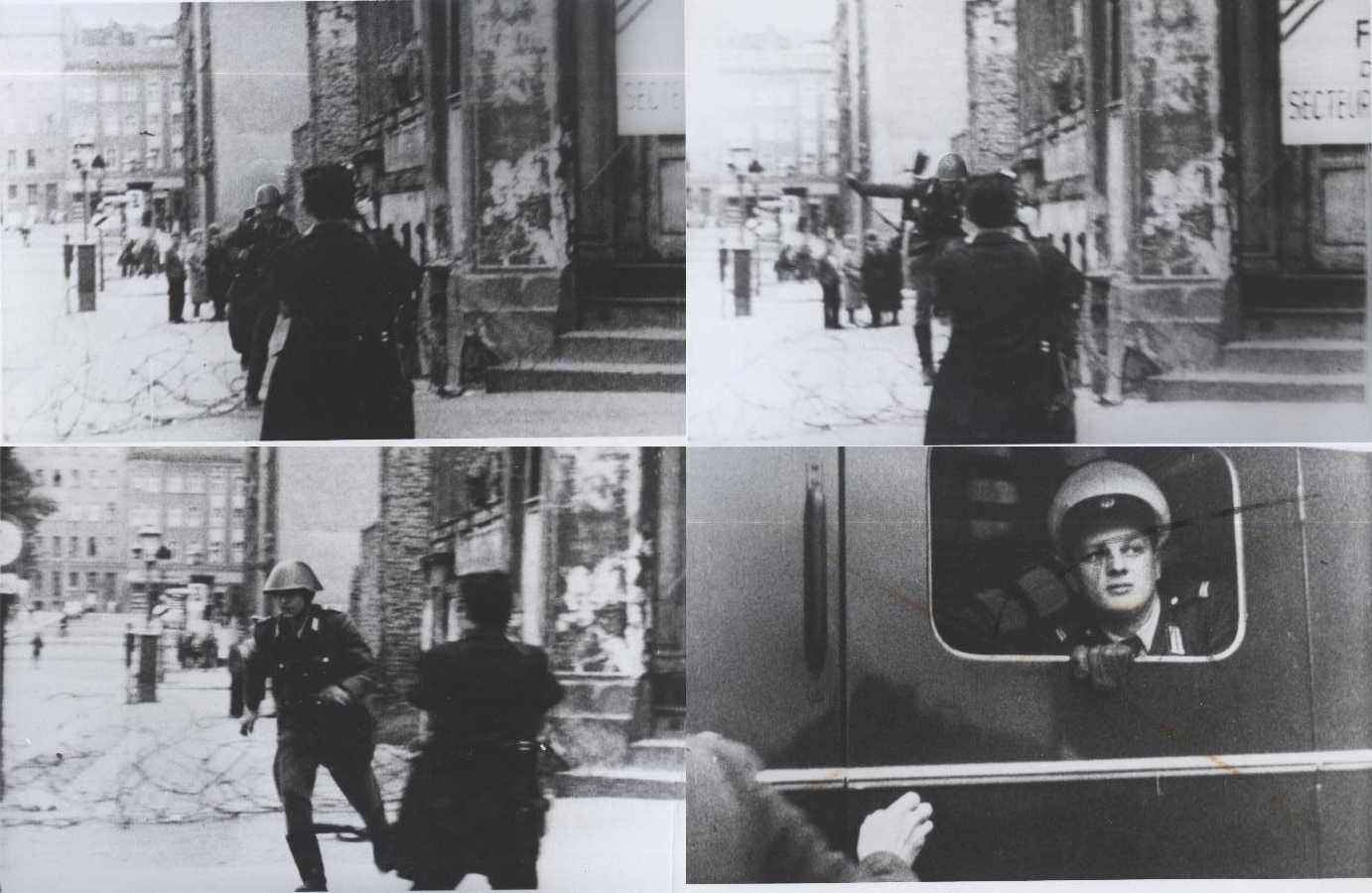
El escape de Schumann en agosto de 1961

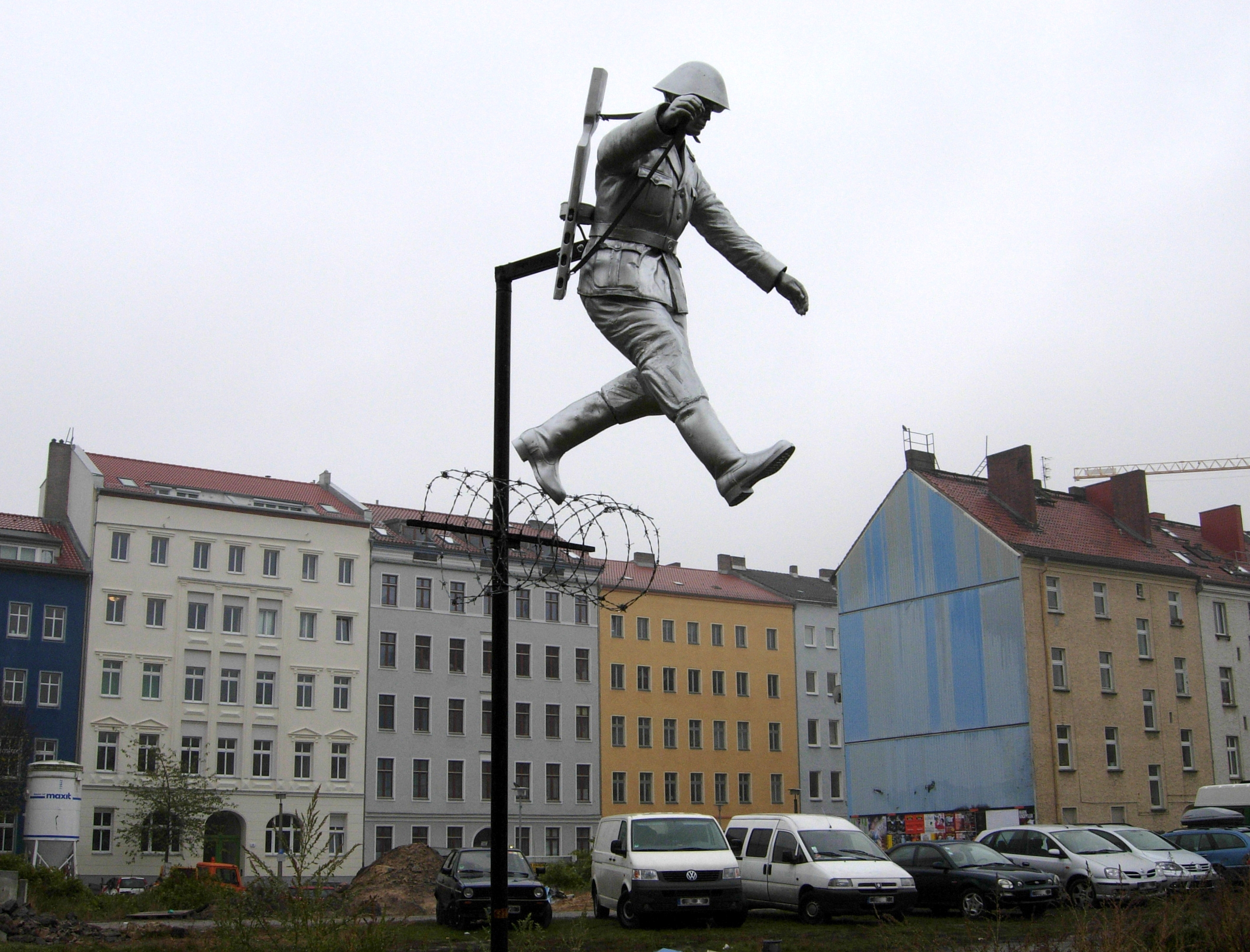
Escultura en Bernauer Straße, representando el momento de su escape.

Hans Conrad Schumann (Zschochau, Alemania, 28 de marzo de 1942-Kipfenberg, Alta Baviera, Alemania, 20 de junio de 1998) fue el primer desertor de la República Democrática Alemana (RDA) una vez empezada la construcción del Muro de Berlín. Su fuga es, además, una de las más conocidas.

## Biografía
Schumann sirvió como soldado en el Ejército Popular Nacional (en alemán, Nationale Volksarmee). Después de tres meses de entrenamiento en Dresde, fue destinado a una academia de suboficiales en Potsdam, tras lo cual sirvió como voluntario en Berlín Oriental.

### Escape de la República Democrática Alemana
En la mañana del 15 de agosto de 1961, con 19 años, estaba destacado como centinela en el Muro de Berlín con un pelotón de guardias. Ese día el Muro se encontraba en su tercer día de construcción, en el cruce de Ruppinerstraße con Bernauerstraße. En esta etapa, el Muro no era más que una pequeña valla de madera con una alambrada, vigilada de modo permanente por guardias de la Volkspolizei y del Ejército Popular de la RDA. Tras presenciar la prohibición de paso a los civiles en ambas zonas, contactó a un joven paseante de la zona occidental, a quien susurró su intención de cruzar la alambrada, aprovechando su oportunidad. Minutos después, Schumann se alejó de sus compañeros, notó la presencia de un coche policial germano occidental y repentinamente corrió hacia la línea limítrofe, saltó velozmente la alambrada -aun sin valla- y soltó el subfusil PPSh-41 soviético que portaba, tras lo cual fue alejado a toda velocidad en un coche de la policía de la RFA. Su huida fue capturada por el fotógrafo Peter Leibing, quien realizó una serie de tomas ipso facto y la imagen se convirtió en una de las más famosas y de las más conocidas de la Guerra Fría.
Tiempo más tarde, las autoridades de la RFA le permitieron viajar desde el Berlín Occidental al resto del territorio de la Alemania Occidental, donde se estableció en la ciudad de Günzburg en Baviera, allí conoció a su esposa Kunigunde, con quien tuvo un hijo. Con el correr de los años desempeñó una serie de oficios de vendedor y operario calificado, a partir de la década de 1980 trató de contactar con parientes de la RDA.
Tras la caída del Muro de Berlín, Schumann comentó: «Sólo desde el 9 de noviembre de 1989 (la fecha de la caída del muro) me he sentido realmente libre» alegando haber temido siempre represalias de la policía política de la RDA. Pero incluso así, continuó sintiéndose más en casa en Baviera que en su lugar de nacimiento, debido a viejas desavenencias con sus antiguos compañeros y al hecho que en su pueblo natal, en la década de 1990, se le consideraba un fugitivo al haber cometido el crimen de escapar del país. Incluso dudaba de visitar a sus padres y hermanos en Sajonia. El 20 de junio de 1998, padeciendo una depresión por el rechazo de sus padres al considerarlo un traidor a la República Democrática Alemana, Schumann se ahorcó cerca de la ciudad de Kipfenberg en la Alta Baviera.